# Nammok-dong
Nammok-dong (koreanska: 남목동) är en stadsdel i staden Ulsan i den sydöstra delen av Sydkorea, 300 km sydost om huvudstaden Seoul. Den ligger i stadsdistriktet Dong-gu. En del av världens största skeppsvarv, tillhörande Hyundai Heavy Industries, ligger i Nammok-dong.

## Indelning
Administrativt är Nammok-dong indelat i:
| Namn    | Namn               | Yta i km² | Invånare 31 dec 2018 |
| ------- | ------------------ | --------- | -------------------- |
| 남목1동 | Nammok 1(il)-dong  | 4,99      | 9 734                |
| 남목2동 | Nammok 2(i)-dong   | 4,37      | 23 404               |
| 남목3동 | Nammok 3(sam)-dong | 8,59      | 13 293               |